# Diocesi di Sindhudurg

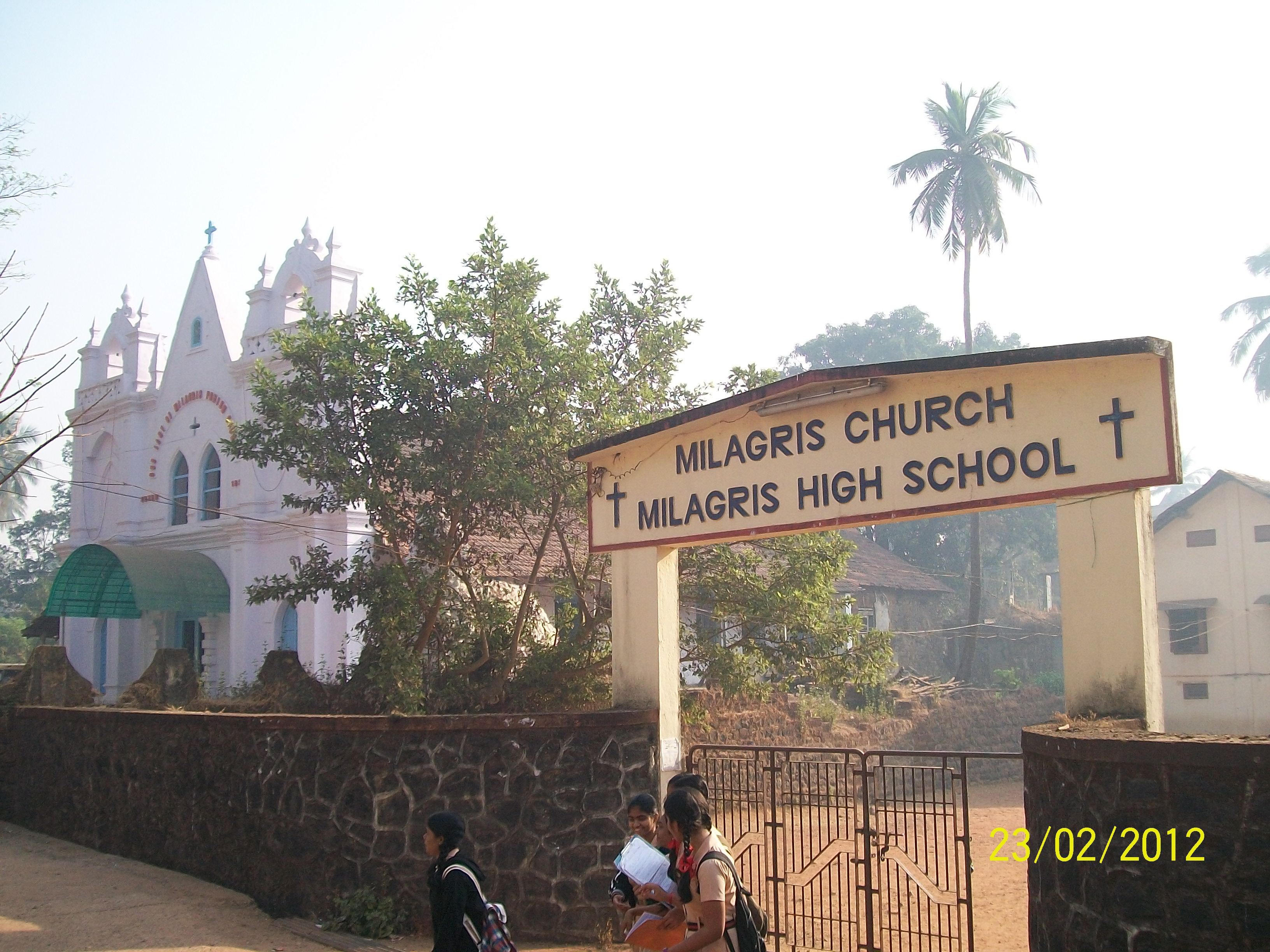
L'antica cattedrale della Beata Vergine Maria dei Miracoli. Dopo la costruzione di una nuova cattedrale, l'antica cattedrale è stata demolita e se ne conserva la sola facciata.

La diocesi di Sindhudurg (in latino Dioecesis Sindhudurgiensis) è una sede della Chiesa cattolica in India suffraganea dell'arcidiocesi di Goa e Damão. Nel 2022 contava 18.974 battezzati su 5.799.437 abitanti. La sede è vacante.

## Territorio
La diocesi si trova nello stato indiano di Maharashtra, e comprende per intero i distretti di Sindhudurg e Ratnagiri, e i tehsil di Ajra, Gadhinglaj, Panhala, Budhargad, Kagal, Radhanagri e Shahuwadi nel distretto di Kolhapur.
Sede vescovile è la città di Sawantwadi, dove si trova la cattedrale della Beata Vergine Maria dei Miracoli.
Il territorio è suddiviso in 21 parrocchie.

## Storia
La diocesi è stata eretta il 5 luglio 2005 con la bolla Ab oriente et occidente di papa Benedetto XVI, ricavandone il territorio dalla diocesi di Poona.
Originariamente suffraganea dell'arcidiocesi di Bombay, il 25 novembre 2006 è entrata a far parte della provincia ecclesiastica di Goa e Damão.

## Cronotassi dei vescovi
Si omettono i periodi di sede vacante non superiori ai 2 anni o non storicamente accertati.
- Anthony Alwyn Fernandes Barreto (5 luglio 2005 - 8 ottobre 2024 dimesso)

## Statistiche
La diocesi nel 2022 su una popolazione di 5.799.437 persone contava 18.974 battezzati, corrispondenti allo 0,3% del totale.
| anno | popolazione | popolazione | popolazione | presbiteri | presbiteri | presbiteri | presbiteri                | diaconi | religiosi | religiosi | parrocchie |
| anno | battezzati  | totale      | %           | numero     | secolari   | regolari   | battezzati per presbitero | diaconi | uomini    | donne     | parrocchie |
| ---- | ----------- | ----------- | ----------- | ---------- | ---------- | ---------- | ------------------------- | ------- | --------- | --------- | ---------- |
| 2005 | 29.794      | 5.365.706   | 0,6         | 31         | 19         | 12         | 961                       |         | 12        | 98        | 17         |
| 2010 | 27.150      | 5.658.000   | 0,5         | 48         | 22         | 26         | 565                       |         | 30        | 92        | 19         |
| 2014 | 26.934      | 5.966.000   | 0,5         | 55         | 27         | 28         | 489                       |         | 40        | 98        | 21         |
| 2017 | 26.716      | 6.200.500   | 0,4         | 44         | 26         | 18         | 607                       |         | 27        | 109       | 21         |
| 2020 | 24.340      | 5.791.485   | 0,4         | 55         | 30         | 25         | 442                       |         | 34        | 103       | 21         |
| 2022 | 18.974      | 5.799.437   | 0,3         | 59         | 27         | 32         | 321                       |         | 41        | 102       | 21         |